# Communauté d’agglomération Plaine Centrale du Val-de-Marne
Die Communauté d’agglomération Plaine Centrale du Val-de-Marne ist ein ehemaliger französischer Gemeindeverband mit der Rechtsform einer Communauté d’agglomération im Département Val-de-Marne in der Region Île-de-France. Sie wurde am 22. Dezember 2000 gegründet und umfasste die drei südwestlich von Paris gelegenen Vorortgemeinden 
- Alfortville,
- Créteil und
- Limeil-Brévannes.

Der Verwaltungssitz befand sich im Ort Créteil. Die Einwohner hießen Plaino-Communards. 
Mit Wirkung vom 1. Januar 2016 wurde der Gemeindeverband in die neu gegründete Métropole du Grand Paris integriert.